# Espèce chimique
En chimie, le terme « espèce chimique » est une appellation générique se référant à un ensemble d'entités chimiques identiques : chaque entité est soit un atome (espèce chimique atomique), soit un groupe d'atomes liés qui peut, selon sa charge électrique et sa configuration électronique, être une molécule, un ion ou un radical.
Le nom d'une espèce chimique désigne aussi l'entité chimique qui la constitue, qu'elle soit une molécule, un ion, un radical ou un atome. Sa formule chimique décrit l'entité chimique mais désigne aussi bien l'entité que l'espèce chimique.
Une matière formée d'une seule espèce chimique est appelée un corps pur. C'est pourquoi dans certains contextes on peut utiliser indifféremment les mots corps pur ou espèce chimique.

## Exemples
- l'espèce chimique argon est une espèce atomique ; sa formule chimique est Ar ;
- l'espèce chimique diazote est une espèce moléculaire ; la formule chimique de cette molécule diatomique est N2 ;
- l'espèce chimique chlorure est une espèce ionique monoatomique ; sa formule chimique est Cl− ;
- l'espèce chimique nitrate est une espèce ionique polyatomique ; la formule chimique de cet ion polyatomique est NO3− ;
- l'espèce chimique méthyle est une espèce radicalaire ; la formule chimique de ce carboradical est CH3•.

Il peut être noté que les entités chimiques qui constituent une espèce chimique doivent être identiques au sens de semblables mais ne sont pas forcément strictement identiques : par exemple, l'espèce chimique chlorure est formée d'entités qui sont des ions chlorure de formule Cl−, qu'on peut décrire comme des atomes de chlore avec un électron en plus. Mais ces atomes de chlore ne sont a priori pas tous identiques : leurs nombres de masse peuvent être différents ; ainsi sur Terre l'espèce chimique chlorure contiendra les anions de différents isotopes du chlore, c'est-à-dire environ 76 % de 35Cl− et 24 % de 37Cl−.

## Cas des composés ioniques
Pour les composés ioniques, on parle également d'espèce chimique bien qu'il y ait alors au moins deux ions différents, parce que ceux-ci sont indissociables et présents dans des proportions fixées par l'électroneutralité de la matière.
Exemples :
- l'espèce chimique chlorure de sodium est constituée des espèces « ion chlorure » et « ion sodium » en proportions égales ; sa formule chimique est notée (Na+, Cl−) ou NaCl ;
- l'espèce chimique chlorure de baryum est constituée des espèces « ion chlorure » et « ion baryum » en proportions (2:1) ; sa formule chimique est (Ba2+, 2 Cl−) ou BaCl2.